# Promachocrinus fragarius
Promachocrinus fragarius (лат.) — вид морских лилий рода Promachocrinus из семейства Antedonidae (Comatulida, Crinoidea). Антарктика.

## Описание
Команда, обнаружившая этот вид, заявила, что он получил название «Antarctic strawberry feather star» («антарктическая клубничная перьевая звезда») из-за сходства его тела с клубникой. Цвет P. fragarius может варьироваться от пурпурного до темно-красноватого. Существо имеет десять лучей и двадцать «рук», похожих на своеобразные перья которые нужны ему для плавания.
У животного два разных типа конечностей, нижние — короткие, полосатые и упругие, а верхние — мягкие. Таким образом, конечности антарктической клубничной перьевой звезды состоят из усиков и своего рода щупалец, которые у морских лилий и других подобных созданий называются циррами. На окончаниях усиков имеются крошечные коготки, при помощи которых существо цепляется за дно. Длина «рук» у единственно пойманного образца составляет около 20 сантиметров, однако не исключено, что в водах Южного океана могут обитать особи и крупнее.

## Систематика
Долгое время морские лилии рода Promachocrinus считались представителем одного околоантарктического вида — Promachocrinus kerguelensis, описанного ещё в 1879 году. Однако в результате проведения молекулярных исследований и секвенирования митохондриальных генов в 2023 году были выделены четыре новых вида, включая P. fragarius.

## Распространение
P. fragarius встречается в водах Антарктики на глубинах от 65 м до 1170 м. Местонахождение вида — архипелаг Южные Сандвичевы острова.